# Liste der Nummer-eins-R&B-Alben in den USA (1976)
Dies ist eine Liste der Nummer-eins-Alben in den von Billboard ermittelten Verkaufscharts für R&B-Alben in den USA im Jahr 1976. In diesem Jahr gab es sechzehn Nummer-eins-Alben.
| ← 1975 ← | Liste der Nummer-eins-R&B-Alben in den USA | Liste der Nummer-eins-R&B-Alben in den USA | Liste der Nummer-eins-R&B-Alben in den USA | 1977 →                    |
| \| Zeitraum \| Wo. ges. \| Interpret \| Titel \| Zusätzliche Informationen \| \| (Zeitraum, Wochen auf Platz eins, Interpret, Titel, zusätzliche Informationen) \| \| \| \| \| \| ------------------------------------------------------------------------------ \| -------- \| -------------------------------- \| ----------------------------- \| ------------------------- \| \| 27. Dezember 1975 – 2. Januar 1976 1 Woche (insgesamt 1) \| 1 \| The O’Jays \| Family Reunion[1] \| - \| \| 3. Januar 1976 – 23. Januar 1976 3 Wochen (insgesamt 3) \| 3 \| Earth, Wind and Fire \| Gratitude[2] \| - \| \| 24. Januar 1976 – 6. Februar 1976 2 Wochen (insgesamt 2) \| 2 \| Harold Melvin and the Blue Notes \| Wake Up Everybody[3] \| - \| \| 7. Februar 1976 – 27. Februar 1976 3 Wochen (insgesamt 6) \| 6 \| Earth, Wind and Fire \| Gratitude \| - \| \| 28. Februar 1976 – 9. April 1976 6 Wochen (insgesamt 6) \| 6 \| Rufus feat. Chaka Khan \| Rufus featuring Chaka Khan[4] \| - \| \| 10. April 1976 – 23. April 1976 2 Wochen (insgesamt 2) \| 2 \| Johnnie Taylor \| Eargasm[5] \| - \| \| 24. April 1976 – 14. Mai 1976 3 Wochen (insgesamt 3) \| 3 \| Brass Construction \| Brass Construction I[6] \| - \| \| 15. Mai 1976 – 21. Mai 1976 1 Woche (insgesamt 1) \| 1 \| Marvin Gaye \| I Want You[7] \| - \| \| 22. Mai 1976 – 28. Mai 1976 1 Woche (insgesamt 1) \| 1 \| George Benson \| Breezin’[8] \| - \| \| 29. Mai 1976 – 25. Juni 1976 4 Wochen (insgesamt 4) \| 4 \| The Brothers Johnson \| Look Out for Number 1[9] \| - \| \| 26. Juni 1976 – 2. Juli 1976 1 Woche (insgesamt 1) \| 1 \| The Isley Brothers \| Harvest for the World[10] \| - \| \| 3. Juli 1976 – 23. Juli 1976 3 Wochen (insgesamt 4) \| 4 \| George Benson \| Breezin’ \| - \| \| 24. Juli 1976 – 30. Juli 1976 1 Woche (insgesamt 1) \| 1 \| Ohio Players \| Contradiction[11] \| - \| \| 31. Juli 1976 – 6. August 1976 1 Woche (insgesamt 1) \| 1 \| Aretha Franklin \| Sparkle[12] \| - \| \| 7. August 1976 – 20. August 1976 2 Wochen (insgesamt 6) \| 6 \| George Benson \| Breezin’ \| - \| \| 21. August 1976 – 27. August 1976 1 Woche (insgesamt 1) \| 1 \| Lou Rawls \| All Things in Time[13] \| - \| \| 28. August 1976 – 10. September 1976 2 Wochen (insgesamt 2) \| 2 \| The Commodores \| Hot on the Tracks[14] \| - \| \| 11. September 1976 – 17. September 1976 1 Woche (insgesamt 1) \| 1 \| Wild Cherry \| Wild Cherry[15] \| - \| \| 18. September 1976 – 15. Oktober 1976 4 Wochen (insgesamt 6) \| 6 \| The Commodores \| Hot on the Tracks \| - \| \| 16. Oktober 1976 – 31. Dezember 1976 11 Wochen (insgesamt 11) \| 11 \| Stevie Wonder \| Songs in the Key of Life[16] \| - \| |                                            |                                            |                                            |                           |
| ← 1975 |                                            |                                            |                                            | → 1977 →                  |
| Zeitraum | Wo. ges.                                   | Interpret                                  | Titel                                      | Zusätzliche Informationen |
| (Zeitraum, Wochen auf Platz eins, Interpret, Titel, zusätzliche Informationen) |                                            |                                            |                                            |                           |
| 27. Dezember 1975 – 2. Januar 1976 1 Woche (insgesamt 1) | 1                                          | The O’Jays                                 | Family Reunion                             | -                         |
| 3. Januar 1976 – 23. Januar 1976 3 Wochen (insgesamt 3) | 3                                          | Earth, Wind and Fire                       | Gratitude                                  | -                         |
| 24. Januar 1976 – 6. Februar 1976 2 Wochen (insgesamt 2) | 2                                          | Harold Melvin and the Blue Notes           | Wake Up Everybody                          | -                         |
| 7. Februar 1976 – 27. Februar 1976 3 Wochen (insgesamt 6) | 6                                          | Earth, Wind and Fire                       | Gratitude                                  | -                         |
| 28. Februar 1976 – 9. April 1976 6 Wochen (insgesamt 6) | 6                                          | Rufus feat. Chaka Khan                     | Rufus featuring Chaka Khan                 | -                         |
| 10. April 1976 – 23. April 1976 2 Wochen (insgesamt 2) | 2                                          | Johnnie Taylor                             | Eargasm                                    | -                         |
| 24. April 1976 – 14. Mai 1976 3 Wochen (insgesamt 3) | 3                                          | Brass Construction                         | Brass Construction I                       | -                         |
| 15. Mai 1976 – 21. Mai 1976 1 Woche (insgesamt 1) | 1                                          | Marvin Gaye                                | I Want You                                 | -                         |
| 22. Mai 1976 – 28. Mai 1976 1 Woche (insgesamt 1) | 1                                          | George Benson                              | Breezin’                                   | -                         |
| 29. Mai 1976 – 25. Juni 1976 4 Wochen (insgesamt 4) | 4                                          | The Brothers Johnson                       | Look Out for Number 1                      | -                         |
| 26. Juni 1976 – 2. Juli 1976 1 Woche (insgesamt 1) | 1                                          | The Isley Brothers                         | Harvest for the World                      | -                         |
| 3. Juli 1976 – 23. Juli 1976 3 Wochen (insgesamt 4) | 4                                          | George Benson                              | Breezin’                                   | -                         |
| 24. Juli 1976 – 30. Juli 1976 1 Woche (insgesamt 1) | 1                                          | Ohio Players                               | Contradiction                              | -                         |
| 31. Juli 1976 – 6. August 1976 1 Woche (insgesamt 1) | 1                                          | Aretha Franklin                            | Sparkle                                    | -                         |
| 7. August 1976 – 20. August 1976 2 Wochen (insgesamt 6) | 6                                          | George Benson                              | Breezin’                                   | -                         |
| 21. August 1976 – 27. August 1976 1 Woche (insgesamt 1) | 1                                          | Lou Rawls                                  | All Things in Time                         | -                         |
| 28. August 1976 – 10. September 1976 2 Wochen (insgesamt 2) | 2                                          | The Commodores                             | Hot on the Tracks                          | -                         |
| 11. September 1976 – 17. September 1976 1 Woche (insgesamt 1) | 1                                          | Wild Cherry                                | Wild Cherry                                | -                         |
| 18. September 1976 – 15. Oktober 1976 4 Wochen (insgesamt 6) | 6                                          | The Commodores                             | Hot on the Tracks                          | -                         |
| 16. Oktober 1976 – 31. Dezember 1976 11 Wochen (insgesamt 11) | 11                                         | Stevie Wonder                              | Songs in the Key of Life                   | -                         |